# جيليان ويب
جيليان ويب (بالإنجليزية: Gillian Webb)‏ هي مجدفة بريطانية، ولدت في 12 يناير 1956.

## وصلات خارجية
- جيليان ويب على موقع الاتحاد الدولي للتجديف (الإنجليزية)
- جيليان ويب على موقع اللجنة الأولمبية الدولية (الإنجليزية)
- جيليان ويب على موقع أوليمبيديا (الإنجليزية)